# Ariel Winter

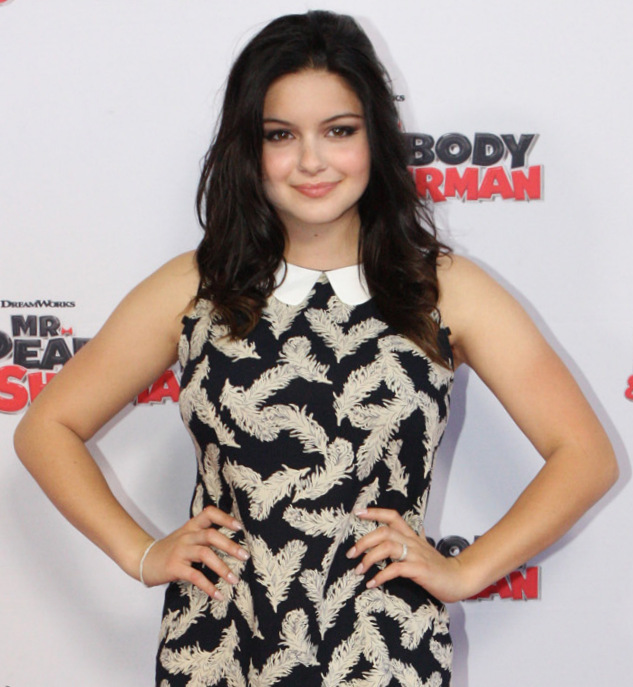
Ariel Winter (2014)

Ariel Winter właśc. Ariel Winter Workman (ur. 28 stycznia 1998 w San Diego) – amerykańska aktorka. Znana z roli Alex Dunphy w serialu Współczesna rodzina, za którą otrzymała Nagrodę Gildii Aktorów Ekranowych za najlepszą obsadę serialu komediowego.

## Życiorys

### Rodzina
Urodziła się w San Diego (w stanie Kalifornia) jako córka Glenna i Crystal Workmanów. Ma dwoje rodzeństwa: siostrę Shanelle i brata Jimmy’ego.
3 października 2012 roku weszła pod opiekę starszej siostry ze względu na oskarżenie matki o znęcanie się.

### Kariera
W wieku sześciu lat otrzymała rolę w reklamie marki Cool Whip. Swą pierwszą telewizyjną rolę miała w wieku 7 lat w jednym z odcinków serialu Listen Up!. Później odgrywała role w produkcjach, takich jak m.in.: Tickle U, Freddie, Detektyw Monk, Kości i Ostry dyżur. Użyczyła głosu postaci Gretchen w serialu animowanym Fineasz i Ferb, a od 2009 roku odgrywa rolę Alex Dunphy w serialu Współczesna rodzina.
Winter pojawiła się w filmach Kiss Kiss Bang Bang, Speed Racer, Duress i Opposite Day. Za rolę w filmie The Chaperone została nominowana do Nagrody Młodych Artystów 2012. Użyczyła również swego głosu w filmach Bambi II i Epoka lodowcowa 2: Odwilż.
Pod koniec 2011 roku została obsadzona w tytułowej roli w serialu animowanym Disneya Jej Wysokość Zosia. Grała w nim od 2013 do 2018 roku.